# Острво Норфок на Светском првенству у атлетици на отвореном 1999.
Острво Норфок је трећи пут учествовало на Светском првенству у атлетици на отвореном 1999. одржаном у Севиљи од 20. до 29. августа. Репрезентацију Острва Норфок је представљао један такмичар, који се такмичио у трци на 200 метара.
Такмичар Острва Норфок није освојио ниједну медаљу нити је остварио неки резултат.

## Учесници
Мушкарци:
- Роберт Крејг — 200 м

## Резултати

### Мушкарци
| Атлетичар    | Дисциплина | Лични рекорд | Квалификација | Квалификација | Четвртфинале         | Четвртфинале         | Полуфинале           | Полуфинале           | Финале               | Финале       | Детаљи |
| Атлетичар    | Дисциплина | Лични рекорд | Резултат      | Место         | Резултат             | Место                | Резултат             | Место                | Резултат             | Место        | Детаљи |
| ------------ | ---------- | ------------ | ------------- | ------------- | -------------------- | -------------------- | -------------------- | -------------------- | -------------------- | ------------ | ------ |
| Роберт Крејг | 200 м      | 24,00        | 24,10         | 8. у гр. 6    | Није се квалификовао | Није се квалификовао | Није се квалификовао | Није се квалификовао | Није се квалификовао | 66 / 66 (72) |        |